# 莽原社
莽原社是中华民国的一个文学社团，因《莽原》周刊而得名。。

## 历史
1925年4月24日，鲁迅、高长虹、黄鹏基、尚钺、向培良、韦素园、韦丛芜等在北京建立莽原社，并且出版《莽原》周刊，鲁迅担任主编。
1926年，《莽原》周刊该做半月刊。
1927年12月，《莽原》半月刊停刊，莽原社解散。

## 内容
鲁迅说莽原社的宗旨是：“率性而言，凭心立论，忠于现实，望彼将来”。

## 代表人物
- 鲁迅，《灯下漫笔》、《春末闲谈》、《答K.S.君》、《评心雕龙》
- 韦素园，《门槛》
- 李霁野，《马赛曲》